# Pustynia Błędowska
Pustynia Błędowska este o arie protejată (sit de importanță comunitară — SCI) din Polonia întinsă pe o suprafață de 1.960,53 ha, integral pe uscat.

## Localizare
Centrul sitului Pustynia Błędowska este situat la coordonatele 50°20′32″N 19°30′40″E / 50.3423°N 19.5111°E.

## Înființare
Situl Pustynia Błędowska a fost declarat sit de importanță comunitară în aprilie 2004 pentru a proteja un număr necunoscut de specii din flora spontană și fauna sălbatică aflate în arealul zonei.

## Biodiversitate
Situată în ecoregiunea continentală, aria protejată conține 4 habitate naturale: Vegetație psamofilă uscată cu pășuni deschise de Corynephorus și Agrostis, Pajiști calcaroase din nisipuri xerice, Păduri de fag Asperulo-Fagetum, Păduri aluvionare cu Alnus glutinosa și Fraxinus excelsior (Alno-Padion, Alnion incanae, Salicion albae).
La baza desemnării sitului se află un număr nedeclarat de specii protejate.